# IC 3494
IC 3494 ist eine elliptische Zwerggalaxie vom Hubble-Typ E0 im Sternbild Coma Berenices am Nordsternhimmel. Sie ist schätzungsweise 325 Millionen Lichtjahre von der Milchstraße entfernt und hat einen Durchmesser von 20.000 Lichtjahren.

Im selben Himmelsareal befinden sich unter anderem die Galaxien IC 3460, IC 3482, IC 3515, IC 3516.
Das Objekt wurde am 23. März 1903 von Max Wolf entdeckt.